# Королеви радості
«Королеви радості» (англ. Queens of Joy) — копродукційний документальний фільм України, Франції та Чехії  2025 року, режисеркою якого є Ольга Гібелінда. Фільм розповідає про життя трьох дреґ-королев — Діви Монро, Марлен Шкандаль та Аури — на тлі війни в Україні. Замість того, щоб втекти з рідної країни, вони вирішують залишитися і боротися за свободу, ЛҐБТК+ спільноту та своє існування. 
Прем'єра фільму відбулася на Міжнародному фестивалі документального кіно в Салоніках, Греція, 10 березня 2025 року.

## Сюжет
У вирі війни в Україні три дреґ-королеви – Діва Монро, Марлен Шкандаль (справжнє ім'я Олександр Данілін) і Аура (справжнє ім'я Артур Озеров) – відмовляються покидати свою батьківщину. Замість втечі вони вирішують боротися: за свободу, ЛҐБТК+ спільноту і саме своє існування. Від гламуру шоу до жорстокості війни, фільм стежить за їхнім життям – сповненим втрат, страху, а також незламної мужності. Марлен бореться зі старими ранами, Діва Монро знову знаходить себе, а Аура бореться за місце як в армії, так і на сцені. Благодійне дреґ-шоу, яке вони організовують на підтримку України, перетворюється на символ єдності та стійкості.

## Виробництво
«Королеви радості» — спільне виробництво Malanka Studios, Les Steppes Productions та Films & Chips за підтримки ARTE та Суспільного.

## Нагороди та номінації
| Рік  | Премія                                                               | Категорія                                | Номінант(и)      | Результат | Дж    |
| ---- | -------------------------------------------------------------------- | ---------------------------------------- | ---------------- | --------- | ----- |
| 2025 | 27-й Міжнародний фестиваль документального кіно в Салоніках (Греція) | Нагорода «Новоприбулі» (англ. Newcomers) | Королеви радості | Номінація | [ 2 ] |